# Břvany
Břvany település Csehországban, Lounyi járásban. Břvany Raná, Výškov, Postoloprty, Lenešice, Volevčice és Bečov településekkel határos. Lakosainak száma 323 fő (2024. január 1.).

## Népesség
A település lakosságának változását az alábbi diagram mutatja:
| Lakosok száma | 377  | 579  | 543  | 462  | 361  | 292  | 316  | 322  | 304  | 323  |
|               | 1869 | 1900 | 1921 | 1961 | 1980 | 2011 | 2016 | 2019 | 2021 | 2024 |